# Mallotus taoyuanensis
Mallotus taoyuanensis är en törelväxtart som beskrevs av C.L.Peng och L.H.Yan. Mallotus taoyuanensis ingår i släktet Mallotus och familjen törelväxter. Inga underarter finns listade i Catalogue of Life.